# أروع ساعة (فلم)
أروع ساعة فيلم دراما حربي أمريكي صدر عام 1991 من بطولة روب لوو وغيل هانسن كبحارة تحت التدريب الذين يصبحون أفضل الأصدقاء. ولكن عندما تأتي امرأة بينهما فإن الحرب تجمعهما مرة أخرى.

## القصة
لورانس هامر (لوي) ودين مازولي (هانسن) هما ضابطي بحرية يخضعان لبرنامج صارم في البحرية. كلاهما يرغبان في أن يتخرجا كضابطي بحرية. خلال التدريب يظهر هامر غريبا وغير منسجم مع البقية. مازولي هو الزعيم الطبيعي الذي يحترم من قبل المتدربين الآخرين. اشتبك الرجلان مع مرور الوقت بسبب موقف هامر مما يجعله اسما سيئا للجميع. في نهاية المطاف ينظر إلى عداء الرجلين من خلال التدريب وبعد أن يعاقبا «بطريقة عسكرية» يصبحان صديقين. مازولي يبدي اهتمامه في باربرا صديقة هامر وحبيبته. باربرا ومازولي يتشاركان لحظة رومانسية تحت الزورق المنقلب ولكن مازولي بقطع العلاقة فيما بينهما قبل أن تتطور خاصة وأنه يعرف ما بينها وبين صديقه هامر. في وقت لاحق من تلك الليلة هامر وباربرا يهربان لكي يتزوجا ومازولي يصدم ولكن يتقبل زواجهما.
الاثنين أنهيا تدريبهما وأعلم مازولي هامر بأنه سيستكمل تدريبه على الساحل الشرقي وليس الساحل الغربي كما سيفعل هامر. تحدث مواجهة قصيرة بين الاثنين على الشاطئ ويعترف مازولي أن قراره بسبب باربرا. سرعان ما يغزو العراق الكويت ويستدعى هامر في مهمة استطلاعية مع بوسكو مدرب التدريب السابق لمازولي وهامر. بعد تعرضه لنيران العدو يتم أسر بوسكو. يلتم شمل هامر ومازولي عندما يأتي مازولي للمساعدة في مهمة إنقاذ بوسكو. أثناء التحضير للبعثة يقوم الاثنين باللحاق بالركب ويتحدث هامر بأن باربرا وابنها جوش سيفتقدان رؤيته. كما يمضي ويخبره عن خيانته لها وبأن باربرا تعرف عن عدم وفائه. نجح هامر ومازولي في إنقاذ بوسكو إلا أن هامر أصيب بجراح خطيرة خلال البعثة. في حين أن هامر يدخل المستشفى فإن مازولي يستقبل باربرا في المطار لتوصيلها للمستشفى لرؤية زوجها. تبادل الاثنين لحظات من عدم الراحة ومن الواضح أن لديهم مشاعر لبعضها البعض. بعد التأكد من أن هامر على ما يرام بدأت باربرا وهامر في الجدل والمشاهدين يعلمون بأن هامر مارس الجنس مع أفضل صديقة لباربارا. بينما بقي بالقرب من هامر فإن باربرا استكشفت جميع أنحاء المنطقة من قبل مازولي. بسبب قضائهما بعض الوقت وحدهما معا فقد عادت مشاعرهما الرومانسية لبعضهما البعض. أبلغت باربرا مازولي بأنها ستنفصل عن هامر. يقوم قادة البحرية بإبلاغ هامر أثناء وجوده في المستشفى بأنهما سيرسلونهما مرة أخرى لتدمير مرافق الجزيرة التي كان يحتجز فيها بوسكو. الجزيرة هي قاعدة تصنيع للأسلحة الكيميائية. يعتزم هامر المشاركة في البعثة ولكنه يرفض لأسباب طبية. يقوم هامر بتزوير الأوراق ويخرج من المستشفى. يحضر هامر الإحاطة الإعلامية للبعثة ويسلمهم تصريحه الطبي المزور الذي يكسبه مكانا في قائمة البعثات.
تم إطلاق البعثة ويعلم مازولي في وقت مبكر أن هامر غير لائق طبيا للغوص. يثير قلقه من أن هامر وضع الفريق بأكمله والبعثة في خطر. نجحت البعثة في مهمتها ولكن يتم اكتشافها فيحاولون الهرب. سرقا قارب ووضعوا خطة لتفجير القارب. يضمن هامر بأنه آخر شخص قبالة القارب ولكن يعلق قبل القفز قبالة القارب. ينفجر القارب ويبحث مازولي في الماء عن صديقه. يجد هامر وهامر يقول له «أنا أموت» ومازولي يرد عليه «أنت تموت دائما». بعد إنقاذ الضباط البحريين بواسطة الغواصة يتعرض هامر إلى سكتة قلبية. عند عودة السفينة إلى الأرصفة تشاهد باربرا وهي تنتظر وتبتسم عندما ترى مازولي. تتحول الابتسامة إلى الحزن عندما ترى مزولي حزين وبقية الضباط البحريين يحملون حقيبة جسم عسكري تحتوي على جثة هامر قبالة السفينة. الفيلم ينتهي مع قيام مازولي بالسرد قائلا أنه عندما باربرا وهو فقدا هامر فإنهما فقدا أنفسهما أيضا وهذا يعني أنهما لن يكونا علاقة مع بعضهما البهظ.

## الممثلون
- روب لوو: لورانس هامر
- غيل هانسن: دين مازولي
- تريسي غريفيث: باربرا
- إب لوتيمر: بوسكو
- باروخ درور: غرينسبان
- دانيال ديكر: ألبي
- مايكل فونتين: كارتر
- أوري غافرائيل: قائد العدو

## الوصلات الخارجية
- مقالات تستعمل روابط فنية بلا صلة مع ويكي بيانات